# 赖斯基兴
赖斯基兴（德語：Reiskirchen，德語發音：[ˈʁaɪ̯sˌkɪʁçn̩]）是德国黑森州的市镇，属于吉森行政区和吉森县。该市镇总面积为44.99平方千米，截至2023年12月31日总人口为10,572人。